# (6042) Чеширкэт
(6042) Чеширкэт (лат. Cheshirecat) — астероид, относящийся к группе астероидов пересекающих орбиту Марса. Он был открыт 23 ноября 1990 года японскими астрономами A. Натори, Т. Урата в обсерватории Якиимо и назван в честь Чеширского кота, персонажа книги Льюиса Кэрролла «Алиса в Стране чудес».

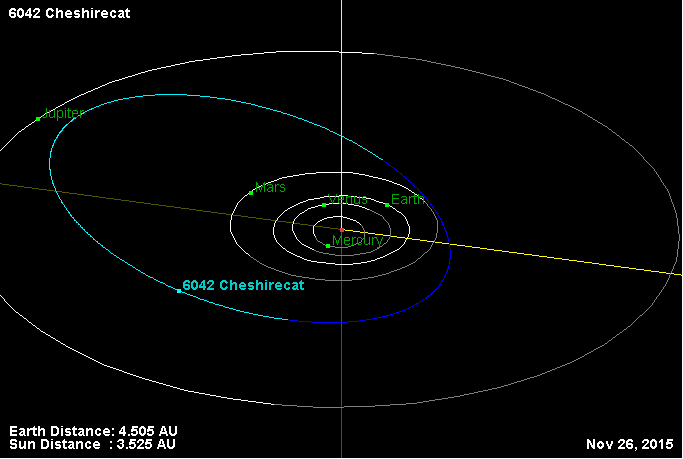
Орбита астероида Чеширкэт и его положение в Солнечной системе